# پل ضیاءالملک
پل ضیاء الملک مربوط به سدهٔ ۵ ه.ق است و در شهرستان جلفا، بخش مرکزی، واقع بر رودخانه ارس واقع شده و این اثر در تاریخ ۱۰ دی ۱۳۸۱ با شمارهٔ ثبت ۶۶۷۳ به‌عنوان یکی از آثار ملی ایران به ثبت رسیده است. این پل در طول سالیان به خاطر قشون کشی‌های مختلف تخریب و دوباره به دلیل نیاز حاکمان وقت بازسازی گردیده است. ارتفاع برج‌های پل ۲۰ متر و عمق آنها ۱۰ متر بوده و قطر آنها به ۶٫۵ متر می‌رسد.